# Podocarpus cunninghamii
Podocarpus cunninghamii Colenso – gatunek rośliny z rodziny zastrzalinowatych (Podocarpaceae Endl.). Występuje endemicznie w Nowej Zelandii. 

## Morfologia
PokrójZimozielone drzewo dorastające do 20 m wysokości.
LiścieMają równowąsko lancetowaty kształt. Mierzą 15–30 mm długości oraz 3–4 mm szerokości. Blaszka liściowa jest skórzasta, z ostrym wierzchołkiem. Ogonek liściowy jest nagi i osiąga 3–6 mm długości.
KwiatyZarówno strobile męskie jak i żeńskie są pojedyncze. Męskie mają obły kształt i dorastają do 10–25 mm długości.

## Biologia i ekologia
Rośnie w wiecznie zielonych wilgotnych lasach. Występuje na wysokości do 600 m n.p.m.